# باربرا روز جونز
باربرا روز جونز (بالإنجليزية: Barbara Rose Johns)‏ هي أمينة مكتبة أمريكية، ولدت في 6 مارس 1935 في نيويورك في الولايات المتحدة، وتوفيت في 25 سبتمبر 1991.